# Григорий (архиепископ Новгородский)
Архиепископ Григорий (в миру Гавриил Николаевич; ум. 24 мая 1193) — епископ Русской православной церкви, архиепископ Новгородский и Псковский.
Канонизирован в лике святителей. Память 24 мая/6 июня и в Неделю 3-ю по Пятидесятнице в Соборе Новгородских святых.
Родной брат архиепископа Новгородского Иоанна и его преемник по кафедре.

## Биография
Вместе со своим братом много потрудился в устройстве Благовещенского монастыря в 1179 году, употребляя на то и свою собственность.
Когда святой Иоанн решился отказаться от кафедры для уединённого приготовления себя к вечности, то назначил в преемника себе Григория. В 1186 году избран новгородцами на архиерейскую кафедру.
29 марта 1187 года хиротонисан во епископа Новгородского и Псковского с возведением в сан архиепископа.
На основании тех сведений, которые о нём сохранились, можно сказать, что это был добрый пастырь своего духовного стада. За свою короткую архипастырскую деятельность он зарекомендовал себя архипастырем кротким, рассудительным, отличавшимся любовью к храмозданию. Им построен храм во имя трёх отроков Анании, Азарии, Мисаила и пророка Даниила, а у себя на дворе — в честь Сретения Господня.
В 1189 году преосвященный Григорий освящал в Аркажском монастыре храм Успения Божией Матери и украсил его настенной живописью, а затем в том же монастыре освятил храм Благовещения.
Григорий был современником преподобного Варлаама Хутынского. В 1192 году при освящении каменного храма в честь Преображения Господня в Хутынской обители архиепископ Григорий возвёл святого старца в сан игумена. В том же году была освящена и церковь апостолов Петра и Павла.
Шесть лет мирно правил архиепископ Григорий новгородской паствой, не вмешиваясь в политические дела, не участвовал в делах новгородского веча, посвятив себя исключительно церковным делам. Новгородская паства любила своего архипастыря.
Он скончался 24 мая 1193 года. Погребён в Софийском соборе Новгорода, рядом со своим братом святителем Иоанном.
Мощи его обретены в 1558 году и почивали в Предтеченском приделе храма.